# 胡建
胡建（？—前86年），字子孟，西漢河东郡（今山西省夏縣西北）人，漢武帝時期胡建為代理軍正丞，甚得軍士們的歡心，其個性剛正不阿，當時監軍御史違反軍令鑿穿軍營的牆壁做買賣，被他率領兵卒誅殺。漢昭帝年間，胡建擔任渭城縣縣令，治理政事頗有名氣，漢昭帝姐姐蓋長公主的情夫丁外人派刺客殺死前京兆尹樊福，胡建秉公執法，率領兵卒圍捕刺客，蓋長公主大怒，派人誣告胡建欺凌自己，左將軍上官桀趁著大將軍霍光得病休假的機會，下令逮捕胡建，胡建得知後自盡而亡，官吏百姓們都替他抱屈稱冤。

## 生平

### 斬戮監軍
汉武帝天漢年間，胡建在北軍擔任代理軍正丞，由於家中貧寒而沒有車馬，平時起居經常和兵士們一同步行，他關愛撫慰兵卒，深得軍士們的擁戴與信賴。當時監軍御史違背法令，鑿穿北軍的營壘圍牆，在旁邊修建了一間販賣商品的小屋，胡建想殺掉監軍御史，便約來手下的兵卒說：「我想與你們誅殺一個人，到時候我說抓他你們就抓，我說殺他你們就殺。」這時正逢挑選士卒和馬匹的日子，監軍御史和護軍諸校尉依次坐在沒有四壁的廳堂上，胡建帶領兵卒快步走到廳堂拜見，趁機登上廳堂，兵卒們也都跟了上去，胡建指著監軍御史說：「抓住他。」兵卒們立即上前把他曳下廳堂，胡建說：「斬了他。」當場斬殺了監軍御史，在座的護軍諸校尉皆驚愕萬分，不知道是為了什麼緣故。
胡建將早已寫好的奏章端在懷中，上奏說：「臣聽軍法上講，豎立威武以懾服眾人，誅殺惡人以禁止奸邪。現今監軍御史竟敢公然鑿穿軍營的圍牆，用來謀取商賈之利，私自與兵士們做買賣，不豎立剛強堅毅的意志，勇猛的節操，不能給將士們做表率，尤其無理而不奉公。如果用文官的禮法來議罪，他不至於受到軍法制裁。但《黃帝李法》中說：『軍營堡壘已經確定後，鑿洞穿牆不經由正路，就叫奸人，奸人就應誅殺。』臣恭敬地按照軍法所說：『軍正不屬將軍管轄，將軍有罪過，可以上表奏聞，對二千石等級以下的官員，軍正可以直接按軍法處置。』臣直接斬殺監軍御史，從軍法上來說有越權嫌疑，但執事者應當見法即行，不應推委給上司，臣嚴格地依法斬殺了監軍御史，冒著死罪奏聞給陛下」。
漢武帝讚賞胡建嚴守法令，下詔道：「《司马法》說：『国家的禮制儀節不施用於軍隊，軍隊的法紀不適用於行政。』在軍中何必用文吏之議呢？三王之中有的在軍中告誡將士，是讓他們先思索好自身的想法計議，有的在軍門外告誡將士，是讓他們內心先做好準備以等待戰事來臨，有的在兩軍將要交戰時告誡將士，是要激發他們的鬥志。胡建又有什麼可疑慮的呢！」這件事過後，胡建從此出名。

### 不避權貴
日後胡建出任渭城县縣令，任上政績斐然，名聲響亮。當時汉昭帝年幼，上官皇后的父親車騎將軍上官安與漢昭帝姊姊蓋長公主的姘夫丁外人交好，丁外人仗著公主撐腰，驕橫放縱，他怨恨前京兆尹樊福，派刺客射死了樊福，刺客藏匿在蓋長公主的廬舍中，官吏們無人敢進府抓捕。
時任渭城縣令的胡建親率官吏士兵到公主的廬舍圍捕刺客，蓋長公主得知後，與丁外人、車騎將軍上官安帶領眾多家奴前往，邊奔跑邊放箭追殺官吏，官吏們四散逃跑，公主隨後指使仆射彈劾胡建手下的游徼打傷了公主的家奴，胡建向來調查的官吏彙報，說游徼是奉公行事，沒有犯罪，蓋長公主勃然大怒，派人上書控告胡建凌辱長公主，用箭射公主的府門，以及胡建明知官吏打傷公主的家奴，卻妄報文書幫助游徼逃避罪刑，不徹底追究。起初大將軍霍光將該奏章擱置，後來霍光病了，由上官安之父上官桀代為處理朝政，上官桀命令官吏逮捕胡建，胡建因此自殺，官吏百姓們都替他鳴冤，渭城至今還建有祭祀胡建的祠廟。

## 評價
- 班固：胡建臨敵敢斷，武昭於外。斬伐姦隙，軍旅不隊[1]。

## 延伸閱讀
[在维基数据编辑]
 《漢書·卷067》，出自班固《漢書》